# دوی ۴۷۴۶
سیارک ۴۷۴۶ (به انگلیسی: 4746 Doi، نامگذاری:1989TP1) چهار هزار و هفتصد و چهل و ششمین سیارک کشف شده‌است که در ۹ اکتبر ۱۹۸۹ کشف شد.
قدر مطلق سیارک برابر ۱۱٫۷۰ است.